# Short Skyvan

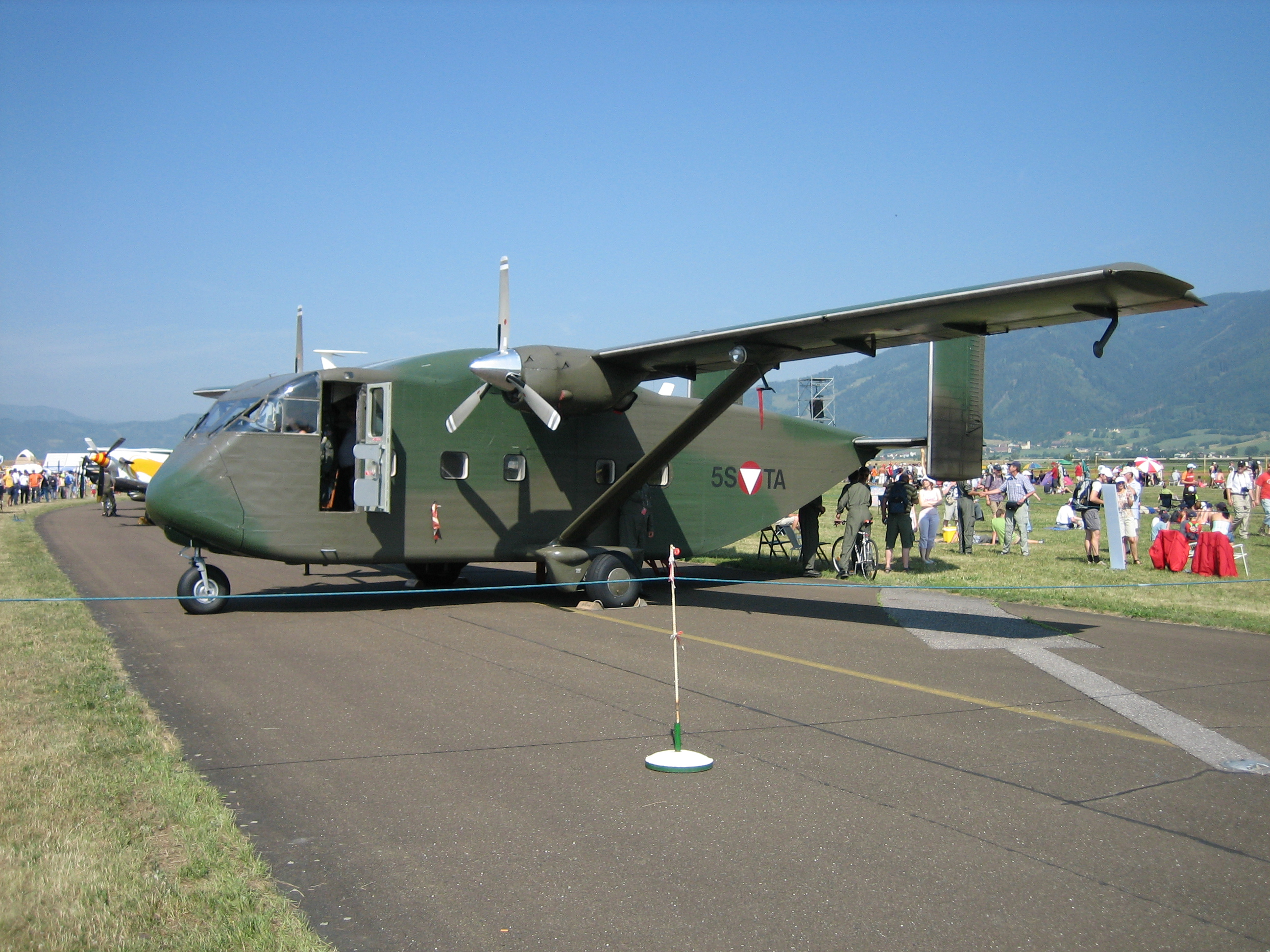
Skyvan der österreichischen Luftstreitkräfte; Gut sichtbar hier die Tragflächen mit ungewöhnlich großer Streckung

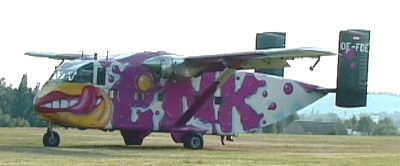
Short Skyvan SC.7 (Pink Rosa Skyvan)

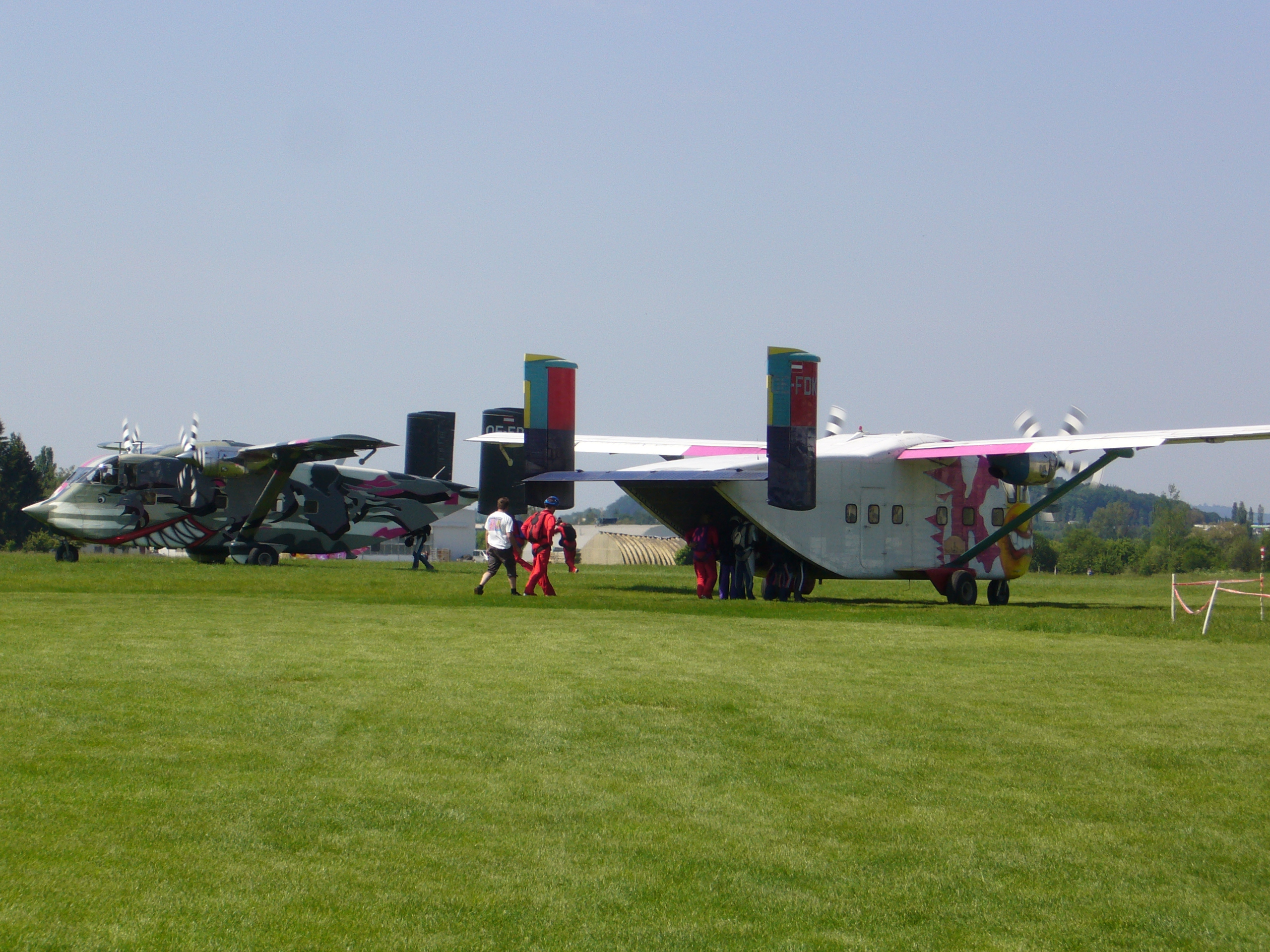
Zwei Pink Skyvans mit offener Ladeluke beim Einsteigen von Fallschirmspringern

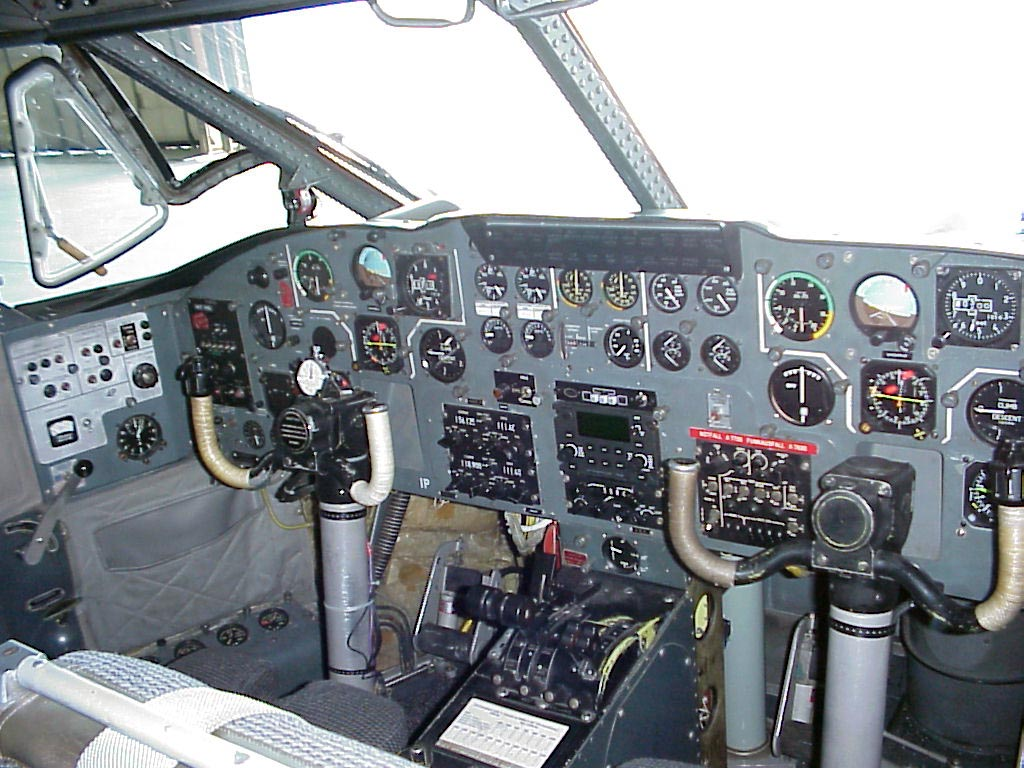
Instrumententafel

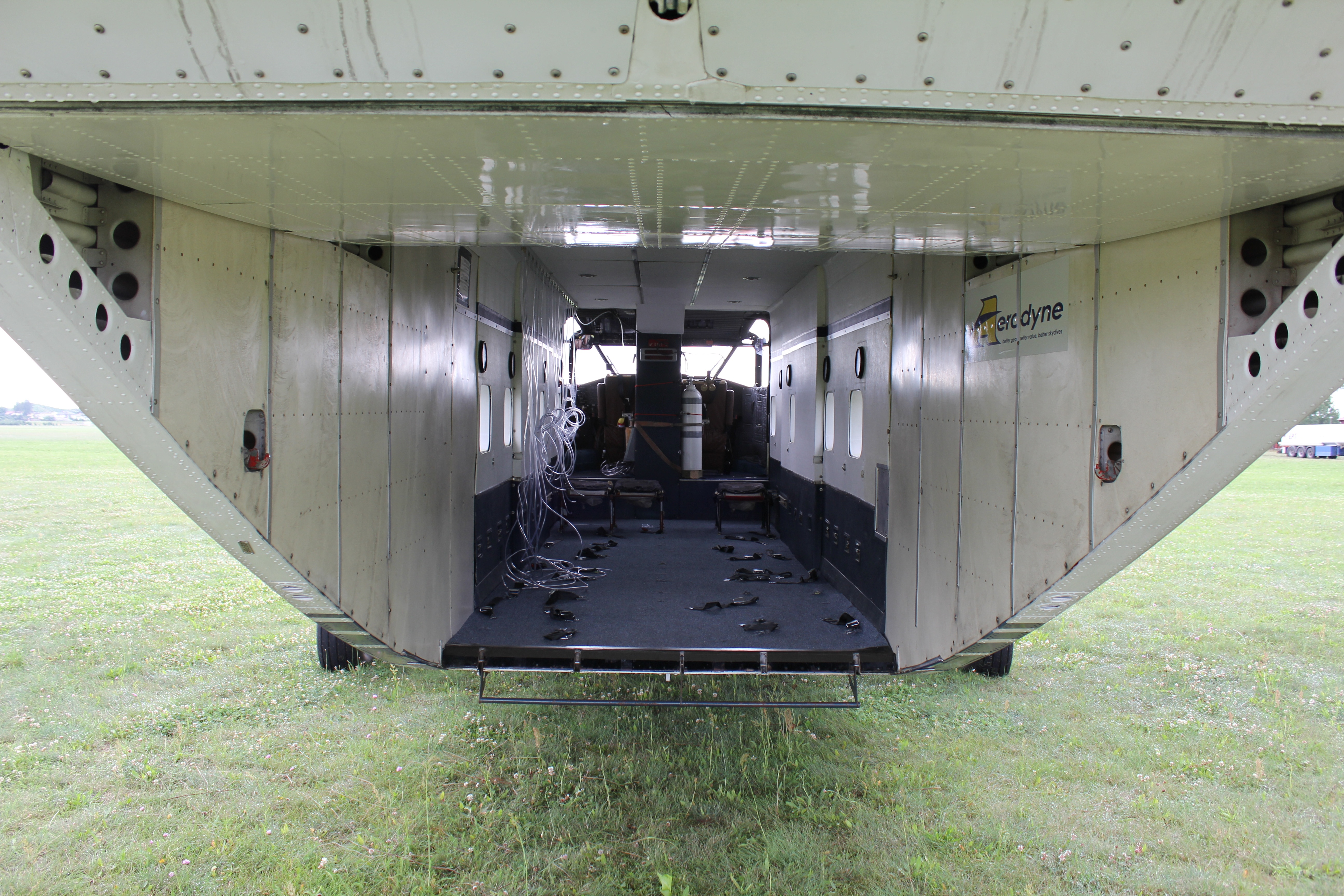
Inneneinrichtung speziell für Fallschirmspringer

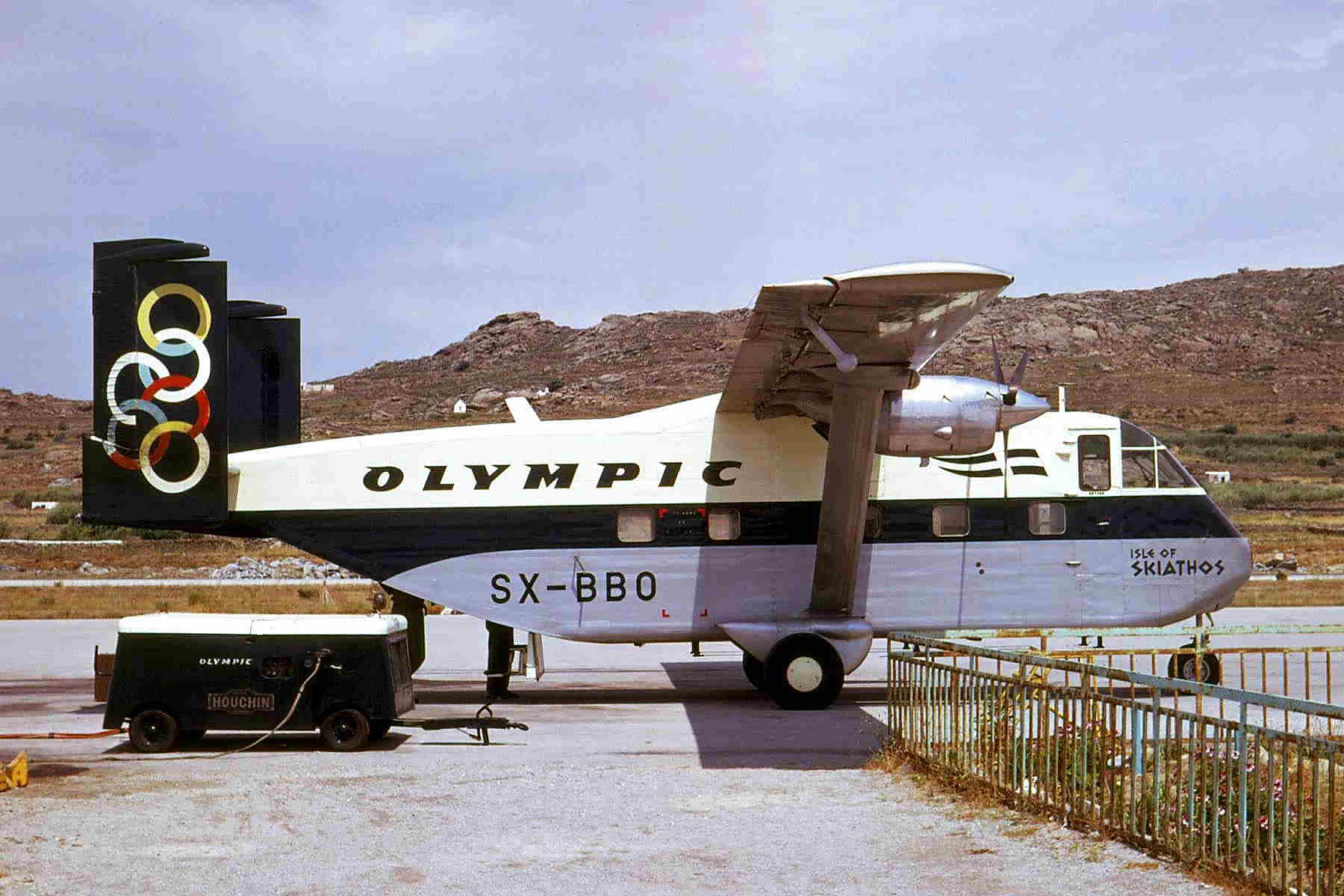
Skyvan der Olympic Aviation in Passagierversion

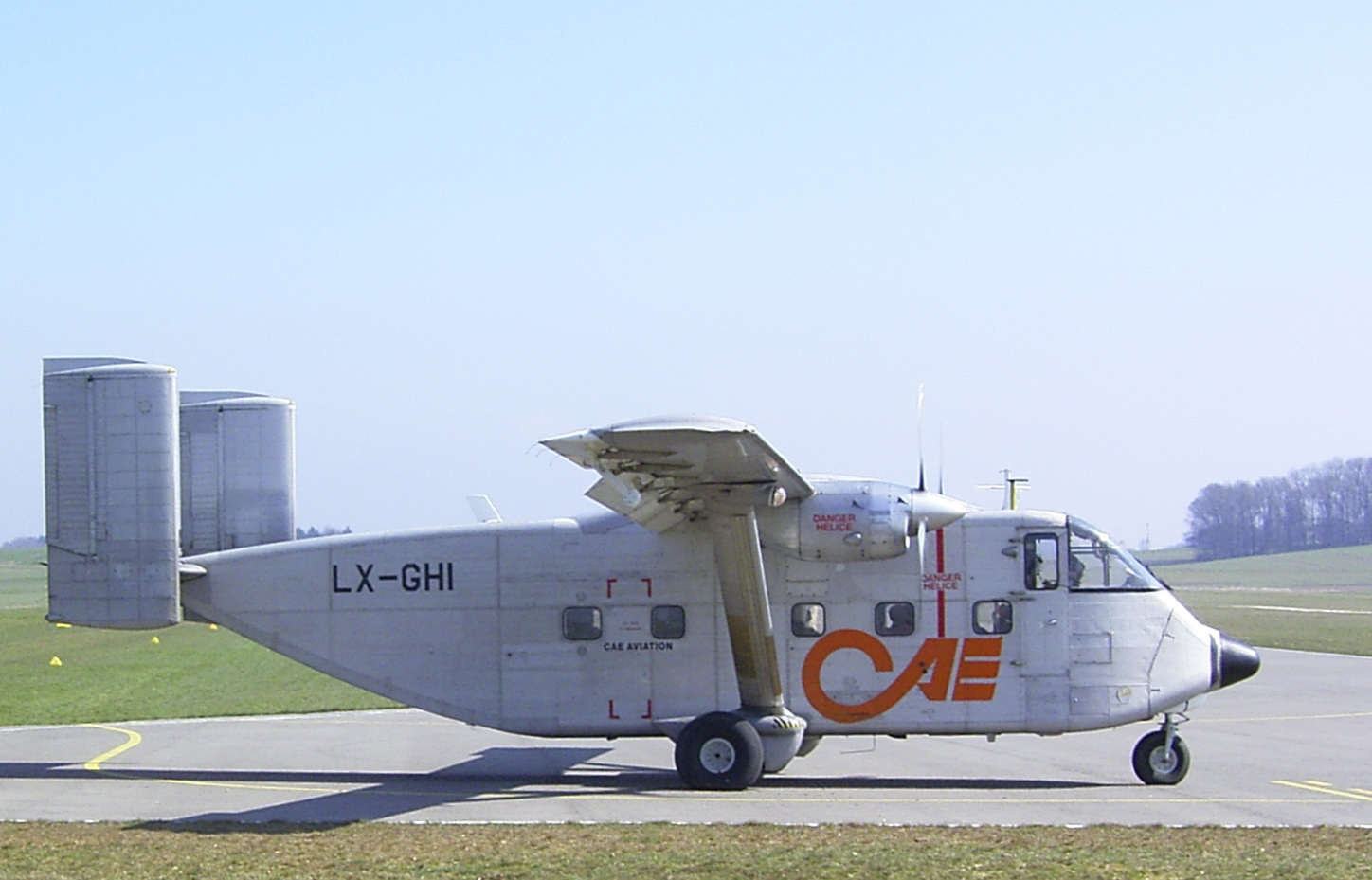
Short SC.7 Skyvan vor dem Start

Die Short SC.7 Skyvan ist ein zweimotoriges Frachttransport- und Passagierflugzeug des ehemaligen britischen Flugzeugherstellers Short Brothers mit Turbopropmotoren. Das als abgestrebter Schulterdecker mit starrem Fahrwerk ausgelegte Kurzstreckenflugzeug ist nicht druckbelüftet und kann maximal 1815 kg Fracht oder bis zu 19 Passagiere befördern. Von 1963 bis 1986 wurden 153 Exemplare gebaut.

## Geschichte
Ende der 1950er Jahre begann Short Brothers mit der Entwicklung eines neuen zweimotorigen Schulterdeckers mit abgestrebten Tragflächen als kurzstart- und -landefähiges (STOL) Transport- und Versorgungsflugzeug.
Charakteristisch sind die Tragflächen mit ungewöhnlich großer Streckung. Sie basierten auf den Forschungsergebnissen und Entwicklungen der französischen Flugzeugfamilie von Hurel-Dubois und verliehen der Maschine besonders gute STOL-Eigenschaften.
Der Erstflug des ersten Prototyps, der Skyvan SC.7 Series 1, fand am 17. Januar 1963 auf dem Sydenham Airfield in Belfast statt; diese Maschine war mit Kolbenmotoren des Typs Continental GTSIO-520 mit einer Leistung von je 291 kW (396 PS) ausgestattet. Beim zweiten Prototyp, als Series 1A bezeichnet, baute man Turboméca-Astazou-II-Triebwerke mit 382 kW (520 PS) Leistung ein.
Die ersten Serienmaschinen waren als Skyvan SC.7 Series 2 bezeichnet und mit den weitaus stärkeren Turboprop-Triebwerken von Typ Turboméca-Astazou-XII mit einer Leistung von je 485 kW (660 PS) versehen. Der Erstflug einer Series-2-Maschine erfolgte am 29. Oktober 1965. Ab 1968 wurde die Skyvan mit Propellerturbinen vom Typ Garrett TPE 331-2-201A mit einer Leistung von je 525 kW (715 PS) versehen und kam als Series 3 auf den Markt; ab September 1970 auch wahlweise als Series 3A mit erhöhtem zulässigen Abfluggewicht.
Neben den zivilen Versionen erschienen auch Varianten für militärische Abnehmer, so die Skyvan Mk.3M analog zur Series 3 und die Skyvan Series 3M-200 analog zur Series 3A. In den 70er-Jahren wurde außerdem noch der Skyliner gebaut, eine Version für Fluggesellschaften, die sich durch bequemere Inneneinrichtung und eine Seitentür auszeichnet.
Von 1963 bis 1986 wurden von diesem Flugzeug 153 Exemplare gebaut und, meist in kleinen Stückzahlen, an viele militärische und zivile Abnehmer weltweit verkauft. Der häufigste Verwendungszweck war bzw. ist die Durchführung von Material- und Versorgungsflügen, da dieses Flugzeug (wegen seiner eckigen Form im Volksmund gerne fliegender Schuhkarton genannt) durch den großen Innenraum auch sperrige Güter aufnehmen kann. Auf Grund des Querschnitts der Kabine und der großen Höhe von ca. zwei Metern kann man im Innenraum gut stehen. Daher und auch wegen der hohen Transportkapazität erfreut sich die Skyvan bis heute großer Beliebtheit für Fallschirmspringer-Absetzflüge, zumal die große Heckklappe auch den Ausstieg größerer Formationen ermöglicht.
Bekannt sind vor allem, nicht zuletzt auch durch die äußerst auffällige Farbgebung, die in Österreich registrierten Pink (Rosa) Skyvan, die als Absetzmaschinen für Fallschirmspringer ganzjährig hauptsächlich in Europa in Betrieb stehen.
Nach den gleichen Grundprinzipien (Tragflächen mit großer Streckung, Schuhkarton-Form) wurden später die größeren Short 330 (1974, 30 Passagiere) und Short 360 (1981, 36 Passagiere) entwickelt und als Regionalflugzeuge eingesetzt.

### Argentinien – Militärdiktatur
Die Fuerza Aérea Argentina benutzte den Flugzeugtyp u. a. für Todesflüge zur Ermordung politischer Gegner während der Argentinischen Militärdiktatur, die über dem Río de la Plata aus dem Frachtraum gestürzt wurden. 200 solcher Flüge sollen mit mehreren Short Skyvan stattgefunden haben. 2017 wurden zwei ehemalige Piloten zu lebenslangen Haftstrafen verurteilt, ein Dritter verstarb kurz vor der Urteilsverkündung. Eine verwendete Maschine vom Typ Skyvan PA-51, mit der Werknummer SH1888, soll in der Gedenkstätte für die Opfer der Diktatur im Museum exEsma der Argentinischen Regierung ausgestellt werden. Die frühere Mechanikerschule der Marine war während der Diktatur ein Geheimgefängnis.

## Militärische Nutzer
- Argentinien Küstenwache: 5 (2 im Falklandkrieg verloren).[6]
- Botswana
- Ecuador
- Gambia
- Ghana
- Guyana[7]
- Indonesien
- Japan: Japanische Küstenwache
- Jemen
- Lesotho
- Malawi
- Mauretanien
- Mexiko
- Nepal
- Oman (Luftwaffe): 16[8][9]
- Österreich: 2 (1969–2007)[10]
- Panama
- Singapur (RSAF)
- Thailand: Grenzpolizei
- Vereinigte Arabische Emirate
- Vereinigtes Königreich: British Army

## Zivile Benutzer
- Oman
- Norwegen
- Bahrain
- Schottland
- Vereinigtes Königreich
- Griechenland
- Papua-Neuguinea
- Vereinigte Staaten

## Zwischenfälle
Vom Erstflug 1963 bis Dezember 2022 kam es mit Short Skyvan zu 43 Totalschäden von Flugzeugen. Bei 20 davon kamen 112 Menschen ums Leben. Beispiel:
- Am 6. März 1967 wurde eine Short Skyvan 2 der italienischen Aeralpi (Luftfahrzeugkennzeichen I-TORE) bei der Landung während eines Trainingsflugs in dichtem Nebel auf dem Flughafen Venedig-Tessera (Italien) viel zu schnell aufgesetzt, statt mit 70 Knoten mit 90 bis 100 Knoten. Die Maschine sprang wieder hoch und schlug gegen eine Ufermauer, wobei das rechte Hauptfahrwerk, das Bugfahrwerk und die rechte Tragfläche abrissen. Das Flugzeug kam auf dem Rücken liegend im flachen Wasser zum Stillstand. Alle drei Piloten, die einzigen Insassen auf dem Übungsflug, überlebten den Unfall.[12]

## Technische Daten
| Kenngröße                   | Daten Short SC.7 Skyvan Series 3                                |
| --------------------------- | --------------------------------------------------------------- |
| Besatzung                   | 1–2                                                             |
| Passagiere                  | 19                                                              |
| Länge                       | 12,22 m                                                         |
| Spannweite                  | 19,79 m                                                         |
| Höhe                        | 4,6 m                                                           |
| Flügelfläche                | 34,65 m²                                                        |
| Flügelstreckung             | 11,3                                                            |
| Tragflächenprofil           | NACA 63A414 (durchgängig)                                       |
| Leermasse                   | 3331 kg                                                         |
| max. Startmasse vollgetankt | 5670 kg                                                         |
| Triebwerke                  | zwei Propellerturbinen Garrett TPE331-2 (jeweils 525 kW/715 PS) |
| Reisegeschwindigkeit        | 325 km/h                                                        |
| Dienstgipfelhöhe            | 6860 m                                                          |
| Reichweite                  | ca. 1120 km (600 NM) bei einem Tankvolumen von 1080 l           |

## Verwandte Entwicklungen
- Hurel-Dubois Miles HDM.105